# نهر روسباخ
روسباخ (بالألمانية: Rosbach) هو نهر في ولاية هيسن في ألمانيا. وهو رافد أيسر لنهر نيدّا، يصب فيه في روسباخ فور در هويه.